# Combate de Perdriel
En el Combate de Perdriel, librado el 1 de agosto de 1806 a 20 km de la ciudad de Buenos Aires, las tropas británicas vencieron y dispersaron a una pequeña división de voluntarios de milicias, inferior en número, armamento, organización y entrenamiento. Sin embargo, al ser incapaces de eliminar por completo las fuerzas reunidas en la campaña no pudieron evitar su reunión con el ejército que al mando de Santiago de Liniers reconquistaría la ciudad pocos días después (12 de agosto de 1806) poniendo fin a la primera invasión inglesa al Río de la Plata.

## Antecedentes

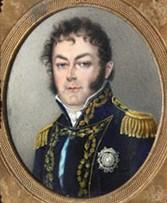
Juan Martín de Pueyrredón.

Tras la captura de Buenos Aires por parte del ejército británico muchos de los voluntarios se negaron a aceptar la rendición se ocultaron en las quintas y en los campos, mientras en la ciudad se organizaban algunos focos de resistencia.
Dice el coronel José Melián en sus Apuntes Históricos: "Pronto encontramos un caudillo. Don Juan Martín de Pueyrredón nos pasó la palabra, que al instante halló eco en todos nuestros amigos. Nos alistamos más de 300 que debíamos reunirnos armados en un día dado en la Chacarita de los Colegiales. Desde allí nos sería fácil conmover la campaña."

### Montevideo (9 al 17 de julio)
Comisionado secretamente por el cabildo de Buenos Aires, el 9 de julio Pueyrredón pasó a la Banda Oriental junto a su socio y amigo Manuel Andrés Arroyo y Pinedo y a Diego Herrera. El 14 llegó a Montevideo y se reunió con su gobernador Pascual Ruiz Huidobro, sumándose luego el capitán de navío Santiago de Liniers quien arribó el día 16.
Pueyrredón recibió el encargo de volver a Buenos Aires para organizar fuerzas voluntarias de apoyo y juntar caballadas y víveres para la fuerza principal que partiría de Montevideo al mando de Liniers.
El 17 regresó con Arroyo y Diego Herrera y tras desembarcar en San Isidro con la ayuda principal de Herrera encaró su misión de levantar la campaña.

### Luján (18 al 30 de julio)
Luján fue el centro de reunión elegido. 
Allí convergieron también las fuerzas de Blandengues de los fuertes de Chascomús, Salto, Rojas y Luján y de paisanos y peones de San Isidro, Pilar, Morón, Navarro, Exaltación de la Cruz, y otras poblaciones de la zona. 
El comandante Antonio de Olavarría, responsable del regimiento de Blandengues, marchó a unirse con Pueyrredón con sus hombres y dos pedreros de a 2 traídos de los fortines de la frontera.
Muchos de los paisanos respondían a caudillos o hacendados de quienes eran clientes. Pueyrredón asistía a sus milicianos con sus propios recursos y con los suministrados por el asturiano Diego Álvarez Barragaña, cubriendo los jornales de 4 y medio reales con que se los compensaba por el trabajo perdido.
El capitán Manuel Luciano Martínez de Fontes mencionaría tiempo después que reunió y costeó una fuerza de 200 hombres que llevó a Luján para entregarlos al comandante Olavarría, montando muchos en caballos de su propiedad.
Como no tenían un uniforme en común, el cura párroco de la villa, presbítero Vicente Montes Carballo les proveyó de cintas celestes y blancas de treinta y ocho centímetros de largo (colores y altura de la virgen respectivamente), que desde ese entonces les servirían como elemento de identificación.
El 28 la fuerza de apoyo salió de Luján con 800 hombres por el Camino Real y tras cruzar el río Las Conchas (Río Reconquista) se dirigieron rumbo a la Cañada de Morón. De allí siguieron a la Chacra de Perdriel, en la actual localidad de Villa Ballester Oeste, Partido de General San Martín y propiedad entonces de Francisco Belgrano, hermano de Manuel Belgrano, secretario del Consulado y futuro general patriota, quien la había alquilado a esos efectos a Juan Trigo y Martín de Álzaga.

### Chacra de Perdriel (31 de julio)
Al anochecer del 31 de julio de 1806 llegaban a Perdriel alrededor de 1050 hombres, al sumarse las fuerzas del hacendado Martín Rodríguez. Allí habían ido sumándose en pequeños grupos los 900 hombres reclutados en Buenos Aires a las órdenes de Juan Trigo y Feijoó.
Perdriel había sido elegido como campamento por su posición estratégica, cerca de Buenos Aires (20 km al oesnoroeste), pero también de Olivos (13 km) y de Las Conchas (15 km), que eran los lugares donde Liniers podía desembarcar.
No obstante el sitio elegido presentaba desventajas: "nuestro punto de reunión no fue bien elegido, pues a tan corta distancia de la ciudad era muy fácil sorprendernos. Beresford no tenía caballería. Si nos hubiéramos situado en la Cañada de Morón o en el Puente de Márquez, podíamos haber juntado más de 1000 paisanos. Entonces sin atacar de frente a los británicos, a fuerza de amagos y escaramuzas, los habríamos fatigado, hubieran quemado sus municiones; y estando cortados, sin retirada, habría quedado en nuestro poder el coronel Pack con sus tropas."
Confiando en no haber sido detectados y contando con días para el arribo de Liniers y el inicio de la campaña, los hombres recibieron permiso para ausentarse y muchos se dirigieron a la ciudad. De los restantes, solo unas pocas decenas contaban con armas de fuego.
El entrenamiento y organización de las milicias era prácticamente inexistente. Los voluntarios respondían fundamentalmente a su caudillo y se carecía de oficiales y suboficiales que los dirigieran. Incluso el mando superior era confuso: si bien Juan Martín de Pueyrredón contaba con el encargo del Cabildo y el mandato de Huidobro, no tenía jerarquía militar alguna, mientras que Olavarría era militar de carrera y comandaba a las únicas tropas veteranas, que por otra parte constituían hasta el momento el grueso de la división. 
Esto se tradujo en la división de hecho de las fuerzas. Mientras los voluntarios de Pueyrredón permanecían acantonados en el casco de la chacra, las fuerzas de Olavarría permanecieron separadas al noroeste de la posición, cercanos al río de las Conchas y en lo que sería la retaguardia ante un avance británico desde Buenos Aires.

## El ataque (1 de agosto)
Desde mediados de julio el comandante inglés William Carr Beresford sabía que se conspiraba y desde el 20 de ese mes que Pueyrredón reunía voluntarios en la campaña.
Esa misma noche del 31 de julio, mientras disfrutaba con sus oficiales de una función en el Teatro de la Comedia, recibió informes confirmando la reunión de tropas en Perdriel.
Dispuso de inmediato que parte de las fuerzas quedaran acuarteladas en estado de alerta y otras, al mando del coronel Denis Pack, jefe del regimiento 71 Highlanders, se aprestaran a marchar.

### El avance inglés
En la medianoche del 31 de julio al 1 de agosto, la columna británica al mando de Beresford con entre 500 y 600 hombres del Regimiento 71 y seis piezas de artillería volante inició su marcha reservada y cautelosamente, oficiando de guía el criollo Francisco González.
En la mañana del 1 de agosto, casi simultáneamente con los británicos, arribaron desde Buenos Aires unos cincuenta hombres más reunidos en su mayor parte por el cabo Juan Pedro Cerpa, conduciendo algunas armas y municiones recolectadas en la casa del comerciante Santos Incháurregui, así como cuatro viejas carronadas, al mando de Miguel Esquiaga y Pedro Miguel Anzóategui. Con los refuerzos, las fuerzas criollas al mando de Pueyrredón en la chacra se elevaban a escasos doscientos hombres.
Martín Rodríguez se encontraba destacado en un puesto avanzado situado en Santos Lugares. Desde la torre de la iglesia Jesús Amoroso, en el actual partido de San Martín, divisó la llegada de los invasores y se dirigió rápidamente a Perdriel donde comunicó la novedad a Pueyrredón. 
A la altura de las actuales instalaciones del Liceo Militar General San Martín y el Tiro Federal, al estesudeste de Perdriel, los británicos hicieron alto para organizar su despliegue. La artillería se instaló a la altura de la actual calle 104 (O'Donnell) en su intersección con 109 (1° de agosto de 1806), a poco más de 300 metros de la empalizada que rodeaba el caserío de la chacra de Perdriel, a los -34°33′48.38″ de latitud sur, -58° 34' 9.85" longitud oeste.

### Despliegue
Beresford dividió la infantería en dos alas, a derecha e izquierda de la artillería. La reserva permaneció a retaguardia al mando del teniente coronel Pack, cubriendo la artillería y al cuerpo de oficiales encabezado por Beresford. La posición era ligeramente elevada y tenían a la derecha una laguna (calles 110 -José Hernández- y 101 -9 de julio-) y tierras bajas anegadas que se extendían hasta más allá de la Chacra, mientras que a su izquierda el terreno bajaba por más de 400 metros hasta la cañada de Méndez (calles 115 -Maestro Dasso- y 117 -Suipacha-). El terreno estaba ocupado por dispersos ombúes, cina-cinas, tunales y un talar que nacía al sur del caserío.
Pueyrredón solo tuvo tiempo de repartir unos pocos de los fusiles provistos por Esquiaga y Anzoategui, con lo que el total de tiradores llegó a unos cincuenta. Sus hombres rápidamente montaron las carronadas recién llegadas en cureñas de mar utilizando osamentas como cuñas, y junto a los pedreros fueron ubicadas por Pueyrredón en batería en el centro de su dispositivo, delante de una línea de tunales que limitaba el casco de la chacra (calle 112 -Vicente López-). Protegía la artillería comandada por el capitán de marina mercante Francisco Trelles un pequeño grupo de infantes mal armados al mando del cabo Manuel Palomino, unos 24 hombres en total.
A su derecha, parapetados tras la tapia y tunales, se ubicó otro grupo de 23 fusileros voluntarios al mando del cabo Cerpa y a la izquierda 18 fusileros (sin bayoneta) voluntarios dirigidos por el cabo Antonio Cuevas.
Los blandengues de Olavarría se mantenían en reserva y Pueyrredón le dio instrucciones de que atacara si los británicos efectuaban un ataque de flanco o sobre su retaguardia, donde colocó la caballería, unos 40 milicianos voluntarios armados de lanzas escondidos entre las edificaciones que se encontraban a unos 100 metros de la línea principal, permaneciendo a su mando directo.

### Combate de Perdriel

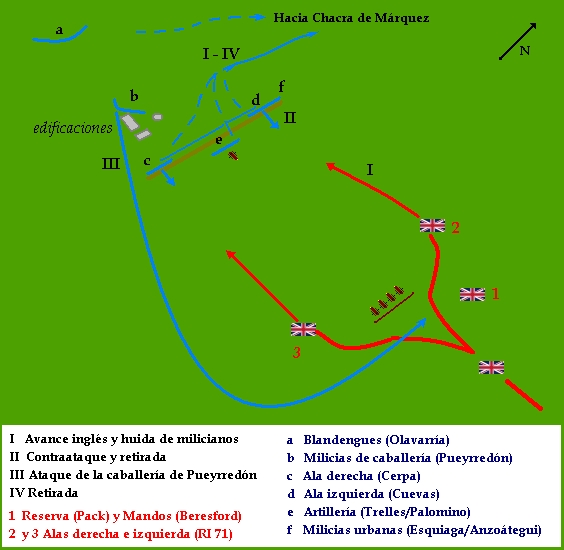
Combate de Perdriel.

A las 7 de la mañana "los de Perdriel enarbolaron la divisa blanca y encarnada de los conjurados de Buenos Aires y a los gritos de ¡Santiago! ¡Cierra España! ¡Mueran los herejes! rompieron el fuego de artillería"
La infantería británica avanzó cubierta por los disparos de artillería, que provocaron la huida de muchos milicianos incluyendo los que defendían la artillería. Solo quedó defendiendo su cañón el cabo Miguel Shennón de origen alemán y fe católica, quien había desertado de los británicos.
También Olavarría se puso en retirada con sus hombres formados diciendo "que comprometer combate sería exponer el fin de la reunión, que era esperar el ejército de Montevideo y proveerlo de caballos, reforzándolo".
Solo un centenar de hombres permanecía en el campo. Entre los vecinos principales, devenidos en oficiales, se encontraban Diego Álvarez Barragaña, Mariano Renovales, Lucas Obes, José del Tejó, Lorenzo López, José, Juan Andrés y Rafael Pueyrredón, Martín Rodríguez, Mauricio Pizarro, Juan Pablo Rodríguez, Pedro Mariano y Nicolás Muñoz, Juan de la Cruz Brizuela, Martín Rivero y José Farías.

#### La carga de caballería
Juan Martín de Pueyrredón se lanzó entonces con una docena de hombres a una carga sobre el flanco derecho para copar la retaguardia y silenciar los cañones. Penetró con éxito hasta donde se ubicaba la reserva y los comandantes británicos, abatiendo personalmente a un artillero. 
Mientras sus hombres se adueñaban de un carro de municiones, su caballo fue muerto por una bala rasa de cañón, quedando de pie y rodeado por la oficialidad británica, pero fue rescatado por la valiente intervención del Alcalde de Pilar, capitán Lorenzo López Camelo, quien atropelló al galope el ruedo de soldados y oficiales enemigos, logrando romperlo y llegar a donde estaba su jefe. 
Pueyrredón de un salto montó en ancas y ante el asombro de los ingleses, que no atinaron ni a tirotearlos, dado lo instantáneo de la acción, desaparecieron tras la loma.
En un parte enviado al gobernador de Montevideo el 3 de agosto Pueyrredón relató lo ocurrido en el encuentro con los británicos:
"En efecto, el enemigo empezó a jugar su artillería, y enseguida la nuestra, y yo para mejor hacer valer nuestras ventajas tomé la tercia parte de mis tropas, y después de haber mandado al comandante D. Antonio de Olavarría que, en viéndome atacado por la retaguardia hiciese él la misma operación para oprimirlos por todas partes, salí a galope, y a poco rato los tuve enteramente cortados. En esta situación hice señal de avanzar, y a la cabeza de los míos me precité sobre el grueso del enemigo, y me hallé en medio de ellos con solo 10 de mis compañeros que me siguieron: mi objeto era quitarles la artillería, y de facto con mis diez compañeros les quité un carro de municiones con solo la pérdida de uno de mis amigos, y mi caballo que fue atravesado por una bala de cañón. Cuando yo me vi solo y a pie no tuve más recurso que mandar retirar el carro citado, y a pie salir huyendo en medio de todo el fuego que se dirigió hacia nosotros. Todos señor, huyeron, y nos tomó el enemigo la artillería y provisiones; pero yo salvé mi presa".
En la carga, Beresford estuvo cerca de ser muerto. Relata Gillespie: "Esta escaramuza no fue notable sino por el atrevido ataque de dos hombres de las filas enemigas, mientras los nuestros avanzaban, contra la persona de aquel jefe [Pueyrredón]. Estando bien montados ganaron desapercibidos la retaguardia del flanco derecho del regimiento 71, y luego dieron una carga furiosa en línea recta hacia el general, cuyos asistentes ocurría se hallaban entonces algo distantes; pero el capitán Arbuthnot, que estaba cerca, contuvo a uno de ellos. El otro, sin embargo, persistió todavía, y hubiera asestado el golpe fatal si el coronel Pack, con su calma habitual, no le hubiese prevenido hasta que el teniente Mitchell ordenó a unas pocas hileras de sus granaderos romper el fuego, que echó por tierra a aquel atrevido aventurero con su caballo." Beresford era incapaz de defenderse ya que su espada "durante este tiempo, por la herrumbre, no salía de la vaina".

### Retirada
El combate duró entre 30 minutos y una hora.
La certificación de los servicios prestados por Pueyrredón, expedido por el Cabildo en su Sala Capitular de Buenos Aires, el 25 de octubre de 1806, relata la participación de aquel en los sucesos que culminaron en Perdriel:"El Cabildo, justicia y regimiento de la ciudad de Buenos Aires, capital del virreinato del Río de la Plata, certifica que don Juan Martín de Pueyrredón, natural de esta ciudad, después de tomada la plaza por las armas británicas el día 27 de junio último, no dispensó gasto, fatiga, ni trabajo para preparar y disponer por su parte la reconquista: emprendió viaje a Montevideo, de donde regresó habiendo antes acordado con el señor gobernador de aquella plaza la reunión de gentes que debería haber en ésta para incorporarse con la que se allí viniese. Recorrió por sí estas campañas, convocó las milicias, junto voluntarios que lo siguieron pagando a aquellas de su peculio soldada diaria de cuatro reales, y pasando a estos ración abundante de todo lo necesario; con el auxilio de dos compañeros que se le agregaron a este fin. Llegado con la gente al caserío de Perdriel, distante cuatro o cinco leguas de esta ciudad, la noche del 31 de julio, sin haber tenido tiempo para coordinar la defensa de aquel puerto, fueron atacados a la mañana siguiente por un trozo de seiscientos setenta ingleses, con un famoso tren de artillería volante, y después de haber sostenido el fuego por espacio de una hora, se arrojó este valeroso patriota con unos pocos que le siguieron sobre el enemigo, logrando matarle algunos artilleros y quitarle un carro cubierto de municiones, que salvó por entre los fuegos de fusil y con inminente riesgo de su vida, la cual hubiere perdido sin duda por haberle muerto el caballo, si la generosa valentía de don Lorenzo López no lo hubiese libertado alzándolo a las ancas del suyo."
Pueyrredón se retiró con sus hombres y el carro capturado reuniéndose con Olavarría, con quien se dirigió a la chacra de Márquez (actuales tierras de los talleres militares de Boulogne Sur Mer) para reagruparse y esperar a Liniers para avanzar sobre Buenos Aires.
Beresford regresó a Buenos Aires con la artillería capturada (solo los dos pedreros, desechando las insevibles carronadas) y siete prisioneros, entre ellos, el desertor de su ejército, el soldado alemán Shennón, amarrado a la cureña de un cañón. Previo consejo de guerra y eucaristía brindada por el obispo de Buenos Aires, el desertor fue fusilado frente al regimiento 71 el 9 de agosto como medida ejemplificadora.
Ante la dispersión de las tropas, Antonio de Olavarría trabajó para reunir a los hombres del cuerpo de blandengues, con lo que pudo sumar 400 hombres a las tropas de Liniers en la Chacarita de los Colegiales.
Pueyrredón por su parte dejó el encargo de la reunión a sus hombres y a las 3 de la tarde partió en un bote rumbo a la Banda Oriental para dar cuenta de la situación, acompañado de Francisco Trelles, Francisco Mariano de Orma, José Bernaldes, Cornelio Zelaya y Miguel Mejía Mármol. Tras un largo y peligroso periplo arribó a Colonia del Sacramento el día 2 y se reunió con Liniers, quien calificó "de un arrojo temerario el del combate de Perdriel sin convenir con Pueyrredón en las consecuencias que lo habían alarmado hasta el término de emprender este viaje difícil y peligroso.".

## Consecuencias

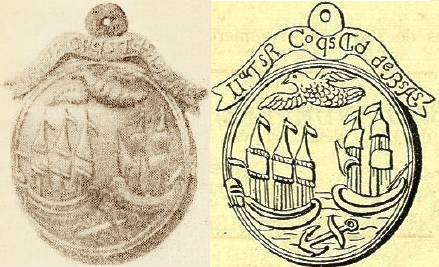
Medalla de Perdriel.

El número de bajas en ambos bandos fue bajo. En un informe remitido a Liniers a fines de agosto por los voluntarios catalanes se evaluaba el encuentro de Perdriel como un triunfo, dando como cifras de bajas veinte británicos muertos y diez heridos, y solo tres muertos y cuatro heridos entre los defensores.
Si bien Beresford quedó dueño del campo, el encuentro no lo favorecía, no solo por la relativa disparidad de bajas, sino por el fracaso estratégico de la operación: la intención de fijar y derrotar en campo abierto a las fuerzas de campaña sublevadas no se había podido cumplir al retirarse los blandengues y retirarse el grueso de las milicias.
Dice al respecto Gillespie: "La dispersión de su ejército en Perdriel, el 2 de agosto, tuvo un efecto evidente en los sentimientos de todos los rangos durante los tres días siguientes. Fueron desusualmente civiles, pero después de saber que ninguna pérdida seria había resultado, cada uno asumió un grado de insolencia desdeñosa, exigiendo la vereda y otros ejemplos de pequeño insulto. Un día el teniente Sampson, del cuerpo de Santa Helena, mientras pasaba por una de estas pulperías, vio a algunos de esos sujetos precipitarse para arrancar el mosquete del centinela, lo que consiguieron, y él fue peligrosamente apuñealeado en el acto de ayudar al soldado. Se hacían amonestaciones sin resultado, pues en todas las denuncias al poder civil, unos pocos encogimientos de hombros y lindas promesas para librarse del importuno eran los únicos sustitutos del remedio eficaz".

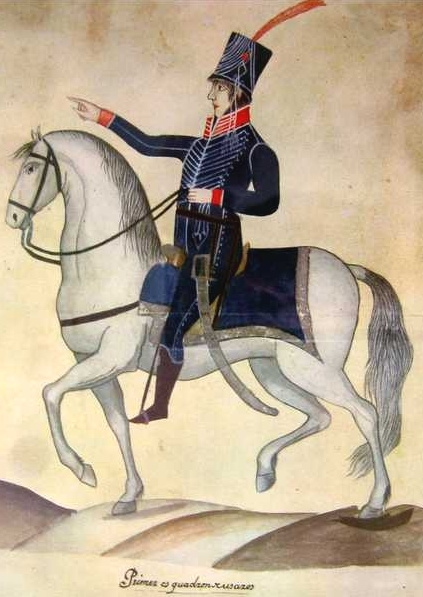
Primer Escuadrón de Húsares, Húsares de Pueyrredón.

Finalmente Liniers desembarcó el 6 de agosto en Las Conchas (en inmediaciones de la desembocadura del Río Reconquista). Allí Pueyrredón solo pudo sumar 33 hombres. Las fuertes lluvias caídas entre el 4 y el 8 retardaron la unión del ejército de Pueyrredón hasta el día 9, donde "ese actual Franklin de su país, llevó consigo no solamente su fuerza primitiva, sino un gran refuerzo de catalanes de Montevideo." El 12 de agosto se produciría finalmente el ataque y reconquista de la ciudad.
En la tarde del 23 de diciembre de 1806 los combatientes recibieron del cabildo una condecoración conocida como "Escudo de Perdriel". Oblonga, de oro y media onza de peso, con las armas de la ciudad de Buenos Aires en relieve, llevaba el lema "V.o T.s R. C.o q.s Td.s de B.s A.s", esto es: Voluntarios Reconquistadores de Buenos Aires. Era usada en el brazo izquierdo, montada en una cinta en la que estaba grabado a mano el lema.
En la reorganización de las milicias de cara a la esperada segunda invasión, y tomando como base a las milicias organizadas por Pueyrredón, se organizaron las demás unidades, distribuyéndose por regiones de origen a los españoles. Se autorizó a los soldados de los cuerpos urbanos formados a elegir a sus oficiales y éstos a sus superiores. Pueyrredón quedó al mando directo del primer Escuadrón de Húsares, que fue conocido como los Húsares de Pueyrredón.
Desde hace varios años, la comunidad del Partido de General San Martín recuerda a los caídos en Perdriel cada 1.º de agosto en los actos conmemorativos que se realizan en el Museo Histórico José Hernández - Chacra Pueyrredón, ubicado en Presbítero Carballo 5042, Villa Ballester Oeste, Partido de General San Martín. En ese mismo lugar está instalado un monolito que lo consagra "Hito Número 1 de la Argentinidad". La chacra fue declarada en 1942 Monumento Histórico Nacional.

## Épica
Pantaleón Rivarola (1754-1821) en su Romancero de las invasiones inglesas (1806-1807) escrito tras la derrota de las invasiones, dedica unos versos a la batalla:

En el campo que se nombra
de Perdriel, por una hacienda,
cuyo dueño así apellida,
y desde hoy por excelencia;
en este sitio y lugar
que con corta diferencia
dista de la capital
poco más de cuatro leguas,
algunas gentes armadas
de fusil y bayoneta
con dos tristes cañoncitos,
sin avantrén ni cureñas
se iban juntando sin orden,
sin guardias ni centinelas,
para unirse con el cuerpo
de tropas que ya se espera.
El General Beresford
que esto sabe con certeza,
el día menos pensado
de noche el viaje acelera
con tren de volantes fraguas,
y sobre toda esta fuerza
quinientos de sus soldados
con sus sables y escopetas.
Los nuestros que descuidados
dormían a rienda suelta,
reciben secreto aviso
que el inglés armado llega.
Al punto el caso consultan,
entre ellos lo conferencian:
los Blandengues se retiran
en orden y con prudencia,
porque aún no están en estado
de empeñarse con violencia
en acción tan peligrosa,
inútil y tan expuesta
a la derrota total
de nuestras pequeñas fuerzas,
y éste era el prudente medio
que allí tomar se debiera.
Pero ¡oh valor español,
superior a cuanto pueda
referirse en las historias,
fábulas, romances, poemas!
Cuarenta y nueve resuelven
mantenerse en la palestra,
y sostener el ataque
de toda la gente inglesa.
Dijeron, y luego al punto
se preparan a la guerra.
¡Viva España!, dicen todos,
y muera la Inglaterra.
Rómpese el fuego, y el campo
un Vesubio representa,
los tiros de artillería
por todas partes resuenan.
Aquí el bravo Pueyrredón,
lleno de valor se arrostra,
y sin temor de la muerte
embiste, corre, atropella,
y un carro de municiones
hace generosa presa;
mátanle el brioso caballo,
pero con gran ligereza
en ancas de otro montando,
sin daño escapa ni ofensa.
Aquí otros dos Pueyrredones.
y Orma con brío y destreza
por el Rey y por la patria
dan las más gloriosas muestras.
Aquí don Martín Rodríguez
con heroica gentileza
y su primo Don Juan Pablo
constantemente pelean.
Aquí don Antonio Tejo
su intrepidez manifiesta
en el brío con que embiste,
y ataca la gente inglesa.
Aquí el intrépido Ansoátegui
con otros de igual braveza,
su fe, valor y constancia
claramente manifiestan.
Aquí, finalmente todos
como unos héroes pelean;
nadie muere, y se retiran
con orden y gentileza,
dejando en el campo algunos
muertos de la gente inglesa.
Puig, Juan, Antología de poetas argentinos, Buenos Aires, Martín Biedma e hijo Editores, 1910.